# Chiana (canal)
Pour les articles homonymes, voir Chiana (homonymie).
La Chiana désigne le canal de la Chiana (Il Canale Maestro della Chiana), un cours d'eau artificiel italien réalisé durant les travaux d'assainissement du Val di Chiana, en Toscane, aux XVIIIe et XIXe siècles.
C'est l'un des affluents de la rive gauche de l'Arno.
Il naît au lac de Chiusi, dans la province de  Sienne, traverse le lac de Montepulciano et, après un parcours de 50 km, se jette dans l'Arno à la Chiusa dei Monaci, près de Ponte Buriano, dans la province d'Arezzo.
Ses principaux affluents, tous de régime torrentiel, sont sur sa gauche, l'Astrone, le Parce, le Salarco, le Salcheto, la Foenna et l'Esse di Foiano della Chiana, et à sa droite : la Mucchia, la Fossetta, l'Esse di Cortona, le Canal de Montecchio et le Castro.

## Sources
- (it) Cet article est partiellement ou en totalité issu de l’article de Wikipédia en italien intitulé « Canale Maestro della Chiana » (voir la liste des auteurs).